# پارانوید (ترانه)
«پارانوید» (به انگلیسی: Paranoid) ترانه‌ای از گروه هوی متال انگلیسی بلک سبث و قطعهٔ دوم آلبوم ۱۹۷۰ آن گروه با همین نام است. «پارانوید» اولین تک‌آهنگ از آن آلبوم است که در اوت ۱۹۷۰ منتشر شد و در زمان انتشارش تا ردهٔ ۴اُم پرفروش‌ترین تک‌آهنگ‌های بریتانیا و ۶۱اُم بیلبورد هات ۱۰۰ صعود کرد و پرفروش‌ترین تک‌آهنگ روز آلمان شد.
از نظر ساختار، به‌غیر از گیتار بخش آغازین ترانه-که تکرار نمی‌شود-بدنهٔ اصلی آهنگ از یک ریف سادهٔ گیتار شامل ۳ پاورکورد تشکیل شده‌است که در هنگام تغییر بخش یک آکورد چهارم هم به آن‌ها افزوده می‌شود. ریتم ترانه تکرارشونده و کوبنده‌است و نشانی از حس بلوز-راکی که در برخی آثار پیشین بلک سبث وجود داشت، در «پارانوید» وجود ندارد. شیوهٔ اجرای بخش آوازی ترانه توسط آزی آزبورن، به‌خوبی حس انزوای روانی و اجتماعی راوی را در سرتاسر آهنگ نشان می‌دهد. او در افسردگی غوطه‌ور شده‌است و در توهمات بی‌هدف و افراطی‌اش بدون رسیدن به یک مسیر مثبت سیر می‌کند.
«پارانوید» که یکی از ۵۰۰ ترانهٔ برگزیدهٔ تالار مشاهیر راک اند رول است، در رده‌بندی «۵۰۰ ترانهٔ برتر همهٔ زمان‌ها»ی مجلهٔ رولینگ استون جایگاه ۲۵۰اُم را به‌خود اختصاص داده‌است.